# 洛洛蒂克
洛洛蒂克（西班牙語：Lolotique），是薩爾瓦多的城鎮，位於該國東部，由聖米格爾省負責管轄，面積94.45平方公里，海拔高度510米，2007年人口14,916，人口密度每平方公里157.92人。
13°33′N 88°21′W / 13.550°N 88.350°W